# Tháp Hà
Tháp Hà (Loa Hà) (tiếng Trung: 漯河; bính âm: Luòhé) là một địa cấp thị ở tỉnh Hà Nam, Cộng hòa Nhân dân Trung Hoa. Tháp Hà (Loa Hà) giáp Hứa Xương về phía bắc, Chu Khẩu, về phía đông, Trú Mã Điếm về phía nam và Bình Đỉnh Sơn về phía tây.

## Hành chính
Địa cấp thị Tháp Hà (Loa Hà) quản lý 3 quận nội thành và 2 huyện.

### Quận
- Nguyên Hối (源汇区/源匯區)
- Yển Thành (郾城区)
- Triệu Lăng (召陵区)

### Huyện
- Lâm Dĩnh (临颍县)
- Vũ Dương (舞阳县)